# Climat de la Thaïlande

Carte de la Thaïlande avec les climats de la classification de Köppen.

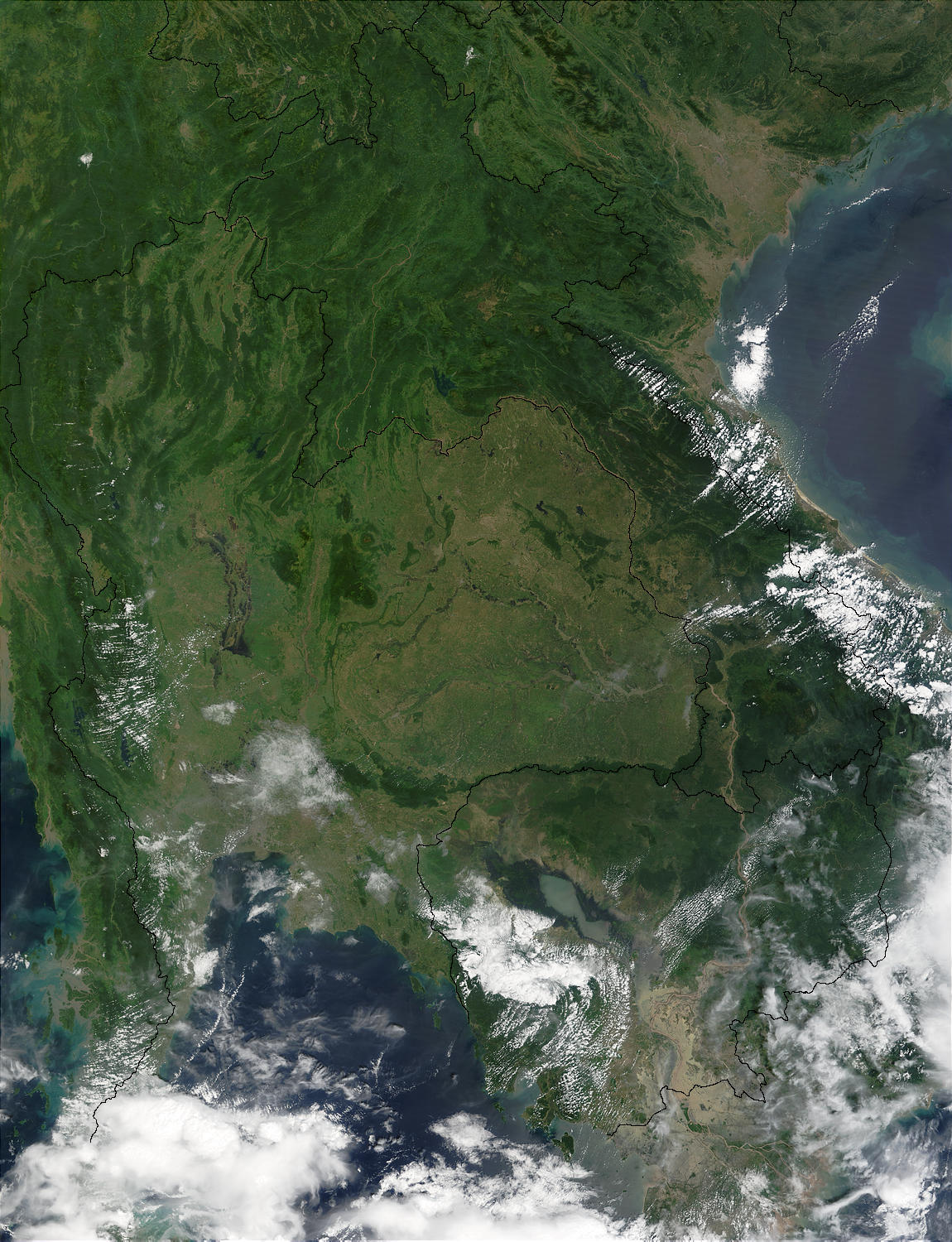
Inondations saisonnières en Thaïlande et au Cambodge.

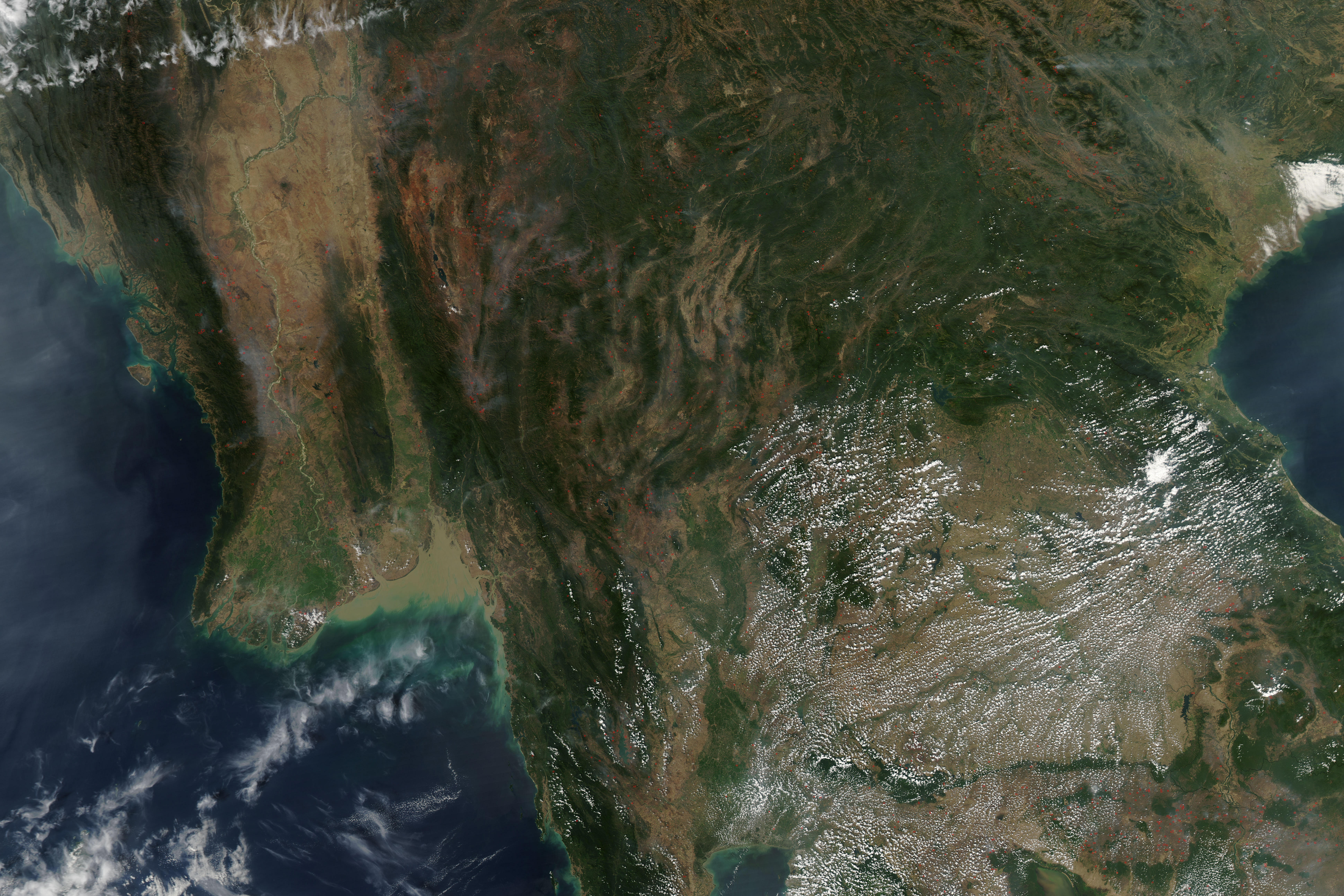
Des incendies brûlent dans les collines et vallées de Birmanie Thaïlande, Laos, et Vietnam (marques avec des points rouges).

Le climat de la Thaïlande est principalement tropical dominé par la mousson. On distingue globalement deux saisons :
- Une saison sèche : de décembre à avril
- Une saison des pluies (mousson) : de fin mai à novembre

Toutefois, le pays s'étalant sur plus de 2 000 km, il y a une variation de climat notable entre les régions plus au nord, et les zones côtières du sud du pays.
- Dans le nord du pays, on distingue une troisième saison appelée « saison froide » ("hiver" thaïlandais, avec des températures plus agréables en journée, ne dépassant généralement pas les 32 °C et des températures plus fraîches en soirée et la nuit, descendant allègrement en dessous des 15 °C, surtout avec l'altitude (il peut y avoir quelques rares gelées sur les sommets les plus hauts comme au Doi Inthanon[1])
- Dans le sud du pays, on retrouve un décalage dans la mousson entre le golfe de Thaïlande, plus arrosé entre septembre et décembre et la mer Andaman, recevant plus de pluie entre mai et octobre.

## Température
La température varie généralement de 19° à 38 °C en moyenne ou entre 25 °C et 35 °C en moyenne en fonction des différentes régions 

## Pluviomètrie

### Mousson
La mousson de sud-ouest, qui s’installe entre mai et juin, annonce le début de la saison des pluies, qui dure jusqu’en novembre. La saison sèche est plus courte au sud en raison de la proximité de la mer.
Les précipitations varient sensiblement d’une région à l’autre selon la latitude et le relief, mais les zones désertiques sont exceptionnelles. Le nord-est, avec une saison sèche plus longue et surtout un sol de latérite qui ne retient guère l’eau, a un potentiel agricole plus limité que le reste du pays.

## Changement climatique
Selon le Climate Institute, une association spécialisée dans des solutions pratiques au changement climatique, les changements climatiques menacent en grande partie l’agriculture notamment avec l’augmentation des températures, aux inondations, aux sécheresses, tempêtes et à l'élévation du niveau de la mer. Le pays a subi plus de 1,75 milliard de pertes dues à ces catastrophes entre 1989 et 2002. Ces dernières années, les conditions climatiques ont aggravé la situation, ce qui a abouti à des catastrophes à grandes échelles. Ces cataclysmes ont dévasté l’agriculture et l’économie. L'imprévisibilité des précipitations, des changements de températures et bien d’autres faits néfastes vont s’intensifier dans les années à venir . Ce qui veut dire que la Thaïlande devra faire face à des sécheresses en plein milieu de la saison des pluies,.
Le Climate Impact Group de Goddard Institute for Space Studies de la NASA a projeté des effets météorologiques violents sur Bangkok causés par le changement climatique. Il a constaté que Bangkok en 1960 avait 193 jours à 32 ° C ou plus. En 2018, Bangkok peut s'attendre à 276 jours à 32 ° C ou plus. Le groupe prévoit une augmentation d'ici 2100 à, en moyenne, de 297 à 344 jours à 32 ° C ou plus.

## Bangkok: capitale de la Thaïlande dans le delta du fleuve Chao Phraya
Le climat de la ville capitale de la Thaïlande, Bangkok, est un climat tropical marqué par deux saisons : la saison sèche de novembre à avril et la saison des pluies de mai à octobre. En 2017, Bangkok a été nommée capitale la plus chaude du monde avec une moyenne de 28 °C.
| Mois                     | jan. | fév. | mars | avril | mai | juin | jui. | août | sep. | oct. | nov. | déc. | année |
| ------------------------ | ---- | ---- | ---- | ----- | --- | ---- | ---- | ---- | ---- | ---- | ---- | ---- | ----- |
| Température moyenne (°C) | 26   | 27   | 29   | 30    | 30  | 29   | 28   | 28   | 28   | 27   | 27   | 27   | 28    |
| Précipitations (mm)      | 10   | 31   | 24   | 64    | 185 | 160  | 171  | 198  | 342  | 221  | 44   | 5    | 1 455 |

Comme la plupart de la Thaïlande, Bangkok a un climat de savane tropicale (Aw) sous la classification de Köppen et est sous l'influence du système mousson d'Asie du Sud (en). Il connaît trois saisons: chaude, pluvieuse et fraîche, bien que les températures soient assez chaudes toute l'année, allant d'un minimum moyen de 22,0 ° C en décembre à un maximum moyen de 35,4 ° C en avril. La saison des pluies commence avec l'arrivée de la mousson du sud-ouest vers la mi-mai. Septembre est le mois le plus humide, avec une pluviométrie moyenne de 334,3 mm. La saison des pluies dure jusqu'en octobre, lorsque la mousson sèche et fraîche du nord-est prend le relais jusqu'en février. La saison chaude est généralement sèche, mais connaît également des tempêtes estivales occasionnelles. La magnitude de la surface de l'îlot de chaleur urbain de Bangkok a été mesurée à 2,5 ° C pendant la journée et 8,0 ° C la nuit. La température la plus élevée enregistrée dans la métropole de Bangkok était de 40,1 ° C en mars 2013, et la température la plus basse enregistrée était de 9,9 ° C en janvier 1955.
| Mois                                | jan.  | fév.  | mars | avril | mai   | juin  | jui.  | août  | sep.  | oct.  | nov.  | déc. | année   |
| ----------------------------------- | ----- | ----- | ---- | ----- | ----- | ----- | ----- | ----- | ----- | ----- | ----- | ---- | ------- |
| Température minimale moyenne (°C)   | 22,6  | 24,4  | 25,9 | 26,9  | 26,3  | 26,1  | 25,7  | 25,5  | 25    | 24,8  | 23,9  | 22   | 24,9    |
| Température moyenne (°C)            | 27    | 28,3  | 29,5 | 30,5  | 29,9  | 29,5  | 29    | 28,8  | 28,3  | 28,1  | 27,8  | 26,5 | 28,6    |
| Température maximale moyenne (°C)   | 32,5  | 33,3  | 34,3 | 35,4  | 34,4  | 33,6  | 33,2  | 32,9  | 32,8  | 32,6  | 32,4  | 31,7 | 33,3    |
| Record de froid (°C)                | 10    | 14    | 15,7 | 20    | 21,1  | 21,1  | 21,8  | 21,8  | 21,1  | 18,3  | 15    | 10,5 | 10      |
| Record de chaleur (°C)              | 37,6  | 38,8  | 40,1 | 40,2  | 39,7  | 38,3  | 37,9  | 38,5  | 37,2  | 37,9  | 38,8  | 37,1 | 40,2    |
| Ensoleillement (h)                  | 272,5 | 249,9 | 269  | 256,7 | 216,4 | 178   | 171,8 | 160,3 | 154,9 | 198,1 | 234,2 | 262  | 2 623,8 |
| Précipitations (mm)                 | 13,3  | 20    | 42,1 | 91,4  | 247,7 | 157,1 | 175,1 | 219,3 | 334,3 | 292,1 | 49,5  | 6,3  | 1 648,2 |
| Nombre de jours avec précipitations | 1,8   | 2,4   | 3,6  | 6,6   | 16,4  | 16,3  | 17,4  | 19,6  | 21,2  | 17,7  | 5,8   | 1,1  | 129,9   |
| Humidité relative (%)               | 68    | 72    | 72   | 72    | 75    | 74    | 75    | 76    | 79    | 78    | 70    | 66   | 73      |

| Diagramme climatique                                  |            |              |              |               |               |               |               |             |               |              |           |
| J                                                     | F          | M            | A            | M             | J             | J             | A             | S           | O             | N            | D         |
| 32,522,613,3                                          | 33,324,420 | 34,325,942,1 | 35,426,991,4 | 34,426,3247,7 | 33,626,1157,1 | 33,225,7175,1 | 32,925,5219,3 | 32,825334,3 | 32,624,8292,1 | 32,423,949,5 | 31,7226,3 |
| Moyennes : • Temp. maxi et mini °C • Précipitation mm |            |              |              |               |               |               |               |             |               |              |           |

## Chiang Mai et Phuket
| Climat en Thaïlande                                             |               |               |    |    |    |     |     |     |     |     |     |     |     |    |
| Mois:                                                           | Mois:         | Mois:         | J  | F  | M  | A   | M   | J   | J   | A   | S   | O   | N   | D  |
| Chiang Mai                                                      | max temp moy. | max temp moy. | 29 | 32 | 34 | 36  | 34  | 32  | 31  | 31  | 31  | 31  | 30  | 28 |
| Chiang Mai                                                      | min temp moy. | min temp moy. | 13 | 14 | 17 | 22  | 23  | 23  | 23  | 23  | 23  | 21  | 19  | 15 |
| Chiang Mai                                                      |               | heures/jour   | 9  | 10 | 9  | 9   | 8   | 6   | 5   | 4   | 6   | 7   | 8   | 9  |
| Chiang Mai                                                      |               | mm/mois       | 7  | 11 | 15 | 50  | 140 | 155 | 190 | 220 | 290 | 125 | 40  | 10 |
| Chiang Mai                                                      | jours/mois    | 1             | 1  | 2  | 5  | 12  | 16  | 18  | 21  | 18  | 10  | 4   | 1   |    |
| Phuket                                                          | max temp moy. | max temp moy. | 31 | 32 | 33 | 33  | 31  | 31  | 31  | 31  | 30  | 31  | 31  | 31 |
| Phuket                                                          | min temp moy. | min temp moy. | 23 | 23 | 24 | 25  | 25  | 25  | 25  | 24  | 24  | 24  | 24  | 24 |
| Phuket                                                          |               | heures/jour   | 9  | 9  | 9  | 8   | 6   | 6   | 6   | 6   | 5   | 6   | 7   | 8  |
| Phuket                                                          |               | mm/mois       | 35 | 40 | 75 | 125 | 295 | 265 | 215 | 246 | 325 | 315 | 195 | 80 |
| Phuket                                                          | jours/mois    | 4             | 3  | 6  | 15 | 19  | 19  | 17  | 17  | 19  | 19  | 14  | 8   |    |
| Reference: "Saisons et climats 2003" Hachette (ISBN 2012437990) |               |               |    |    |    |     |     |     |     |     |     |     |     |    |